# Secretario de Guerra de los Estados Unidos

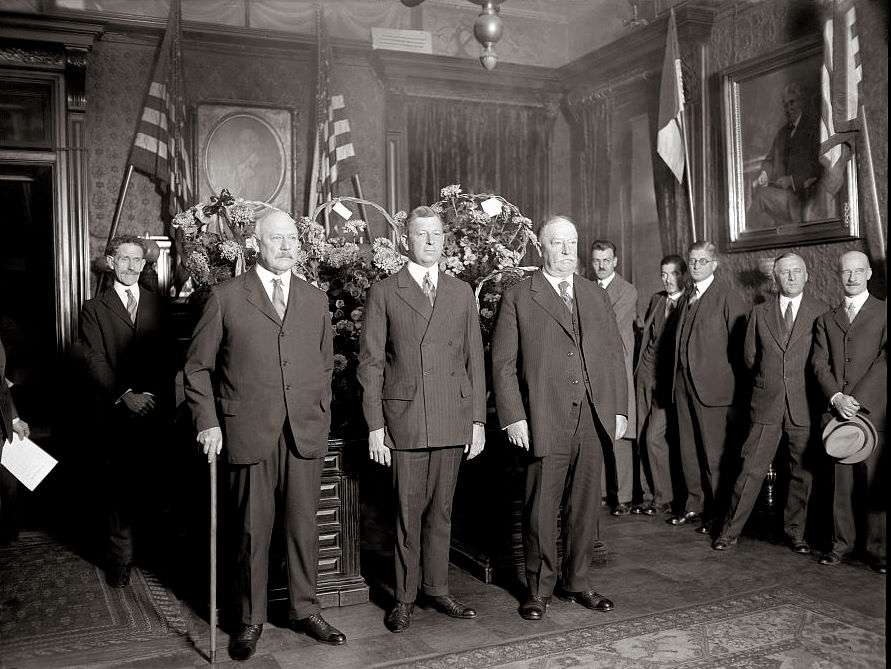
Juramento del cargo de Dwight Davis como secretario de Guerra en 1925. Los secretarios que le precedieron John W. Weeks y el juez presidente William Howard Taft están de pie junto a él.

El secretario de Guerra era un miembro del Gabinete del presidente de los Estados Unidos, comenzando con la administración de George Washington.  Una posición similar, llamada ya sea secretario de Guerra o secretario de la Guerra, fue designado para servir al Congreso de la Confederación en virtud de los Artículos de la Confederación entre 1781 y 1789.  Benjamin Lincoln y después Henry Knox ocuparon el cargo. Cuando Washington se inauguró como el primer presidente bajo la Constitución, designó a Knox para seguir en el cargo.

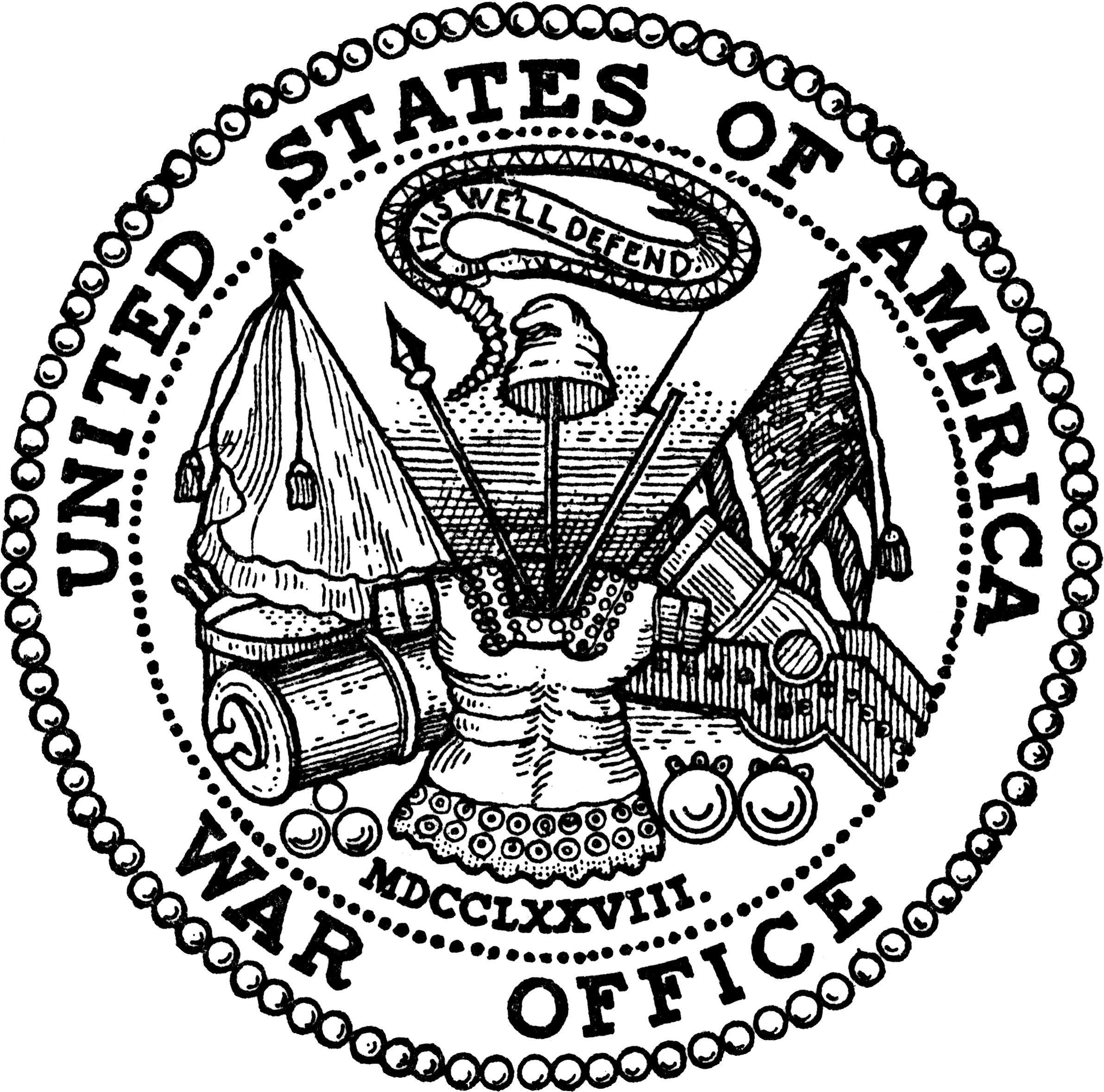
Sello del secretario de Guerra de los Estados Unidos.

El secretario de Guerra dirigió el Departamento de Guerra de los Estados Unidos. Al principio, era responsable de todos los asuntos militares.  En 1798, el secretario de la Armada fue introducido en el gabinete, y el ámbito de esta oficina se redujo a un asunto general del Ejército.  En 1947, los departamentos se unieron bajo la dependencia del Departamento de Defensa.  El secretario de Guerra fue sustituido por el secretario del Ejército y el secretario de la Fuerza Aérea, que, junto con el secretario de la Marina de Guerra, no dependen directamente del Gabinete presidencial. Quien ahora integra el gabinete es el secretario de Defensa.

## Secretarios de Guerra
| #  | Imagen | Nombre                         | Estado de Residencia | Inicio                   | Final                    | Presidente(s) al servicio de        |
| -- | ------ | ------------------------------ | -------------------- | ------------------------ | ------------------------ | ----------------------------------- |
| 1  |        | Henry Knox                     | Massachusetts        | 12 de septiembre de 1789 | 31 de diciembre de 1794  | George Washington                   |
| 2  |        | Timothy Pickering              | Pensilvania          | 2 de enero de 1795       | 10 de diciembre de 1795  | George Washington                   |
| 3  |        | James McHenry                  | Maryland             | 27 de enero de 1796      | 1 de junio de 1800       | George Washington John Adams        |
| 4  |        | Samuel Dexter                  | Massachusetts        | 1 de junio de 1800       | 31 de enero de 1801      | John Adams                          |
| 5  |        | Henry Dearborn                 | Massachusetts        | 5 de marzo de 1801       | 4 de marzo de 1809       | Thomas Jefferson                    |
| 6  |        | William Eustis                 | Massachusetts        | 7 de marzo de 1809       | 13 de enero de 1813      | James Madison                       |
| 7  |        | John Armstrong Jr.             | Nueva York           | 13 de enero de 1813      | 27 de septiembre de 1814 | James Madison                       |
| 8  |        | James Monroe                   | Virginia             | 27 de septiembre de 1814 | 2 de marzo de 1815       | James Madison                       |
| 9  |        | William Harris Crawford        | Georgia              | 1 de agosto de 1815      | 22 de octubre de 1816    | James Madison                       |
| 10 |        | John Caldwell Calhoun          | Carolina del Sur     | 8 de octubre de 1817     | 4 de marzo de 1825       | James Monroe                        |
| 11 |        | James Barbour                  | Virginia             | 7 de marzo de 1825       | 23 de mayo de 1828       | John Quincy Adams                   |
| 12 |        | Peter Buell Porter             | Nueva York           | 23 de mayo de 1828       | 4 de marzo de 1829       | John Quincy Adams                   |
| 13 |        | John Henry Eaton               | Tennessee            | 9 de marzo de 1829       | 18 de junio de 1831      | Andrew Jackson                      |
| 14 |        | Lewis Cass                     | Míchigan             | 1 de agosto de 1831      | 5 de octubre de 1836     | Andrew Jackson                      |
| 15 |        | Joel Roberts Poinsett          | Carolina del Sur     | 7 de marzo de 1837       | 4 de marzo de 1841       | Martin Van Buren                    |
| 16 |        | John Bell                      | Tennessee            | 5 de marzo de 1841       | 13 de septiembre de 1841 | William Henry Harrison John Tyler   |
| 17 |        | John Canfield Spencer          | Nueva York           | 12 de octubre de 1841    | 4 de marzo de 1843       | John Tyler                          |
| 18 |        | James Madison Porter           | Pensilvania          | 8 de marzo de 1843       | 14 de febrero de 1844    | John Tyler                          |
| 19 |        | William Wilkins                | Pensilvania          | 15 de febrero de 1844    | 4 de marzo de 1845       | John Tyler                          |
| 20 |        | William L. Marcy               | Nueva York           | 6 de marzo de 1845       | 4 de marzo de 1849       | James K. Polk                       |
| 21 |        | George Walker Crawford         | Georgia              | 8 de marzo de 1849       | 22 de julio de 1850      | Zachary Taylor                      |
| 22 |        | Charles Magill Conrad          | Luisiana             | 15 de agosto de 1850     | 4 de marzo de 1853       | Millard Fillmore                    |
| 23 |        | Jefferson Davis                | Misisipi             | 7 de marzo de 1853       | 4 de marzo de 1857       | Franklin Pierce                     |
| 24 |        | John Buchanan Floyd            | Virginia             | 6 de marzo de 1857       | 29 de diciembre de 1860  | James Buchanan                      |
| 25 |        | Joseph Holt                    | Kentucky             | 18 de enero de 1861      | 4 de marzo de 1861       | James Buchanan                      |
| 26 |        | Simon Cameron                  | Pensilvania          | 5 de marzo de 1861       | 14 de enero de 1862      | Abraham Lincoln                     |
| 27 |        | Edwin McMasters Stanton        | Ohio                 | 20 de enero de 1862      | 28 de mayo de 1868       | Lincoln Andrew Johnson              |
| 28 |        | John McAllister Schofield      | Misuri               | 1 de junio de 1868       | 13 de marzo de 1869      | Andrew Johnson                      |
| 29 |        | John Aaron Rawlins             | Illinois             | 13 de marzo de 1869      | 6 de septiembre de 1869  | Ulysses S. Grant                    |
| 30 |        | William Worth Belknap          | Iowa                 | 25 de octubre de 1869    | 2 de marzo de 1876       | Ulysses S. Grant                    |
| 31 |        | Alphonso Taft                  | Ohio                 | 8 de marzo de 1876       | 22 de mayo de 1876       | Ulysses S. Grant                    |
| 32 |        | James Donald Cameron           | Pensilvania          | 22 de mayo de 1876       | 4 de marzo de 1877       | Ulysses S. Grant                    |
| 33 |        | George Washington McCrary      | Iowa                 | 12 de marzo de 1877      | 10 de diciembre de 1879  | Rutherford B. Hayes                 |
| 34 |        | Alexander Ramsey               | Minnesota            | 10 de diciembre de 1879  | 4 de marzo de 1881       | Rutherford B. Hayes                 |
| 35 |        | Robert Todd Lincoln            | Illinois             | 5 de marzo de 1881       | 4 de marzo de 1885       | James A. Garfield Chester A. Arthur |
| 36 |        | William Crowninshield Endicott | Massachusetts        | 5 de marzo de 1885       | 4 de marzo de 1889       | Grover Cleveland                    |
| 37 |        | Redfield Proctor               | Vermont              | 5 de marzo de 1889       | 5 de noviembre de 1891   | Benjamin Harrison                   |
| 38 |        | Stephen Benton Elkins          | Virginia Occidental  | 17 de diciembre de 1891  | 4 de marzo de 1893       | Benjamin Harrison                   |
| 39 |        | Daniel Scott Lamont            | Nueva York           | 5 de marzo de 1893       | 4 de marzo de 1897       | Grover Cleveland (2º período)       |
| 40 |        | Russell Alexander Alger        | Míchigan             | 5 de marzo de 1897       | 1 de agosto de 1899      | William McKinley                    |
| 41 |        | Elihu Root                     | Nueva York           | 1 de agosto de 1899      | 31 de enero de 1904      | William McKinley Theodore Roosevelt |
| 42 |        | William Howard Taft            | Ohio                 | 1 de febrero de 1904     | 30 de junio de 1908      | Theodore Roosevelt                  |
| 43 |        | Luke Edward Wright             | Tennessee            | 1 de julio de 1908       | 4 de marzo de 1909       | Theodore Roosevelt                  |
| 44 |        | Jacob McGavock Dickinson       | Illinois             | 12 de marzo de 1909      | 21 de mayo de 1911       | William Howard Taft                 |
| 45 |        | Henry Lewis Stimson            | Nueva York           | 22 de mayo de 1911       | 4 de marzo de 1913       | William Howard Taft                 |
| 46 |        | Lindley Miller Garrison        | Nueva Jersey         | 5 de marzo de 1913       | 10 de febrero de 1916    | Woodrow Wilson                      |
| 47 |        | Newton Diehl Baker             | Ohio                 | 9 de marzo de 1916       | 4 de marzo de 1921       | Woodrow Wilson                      |
| 48 |        | John Wingate Weeks             | Massachusetts        | 5 de marzo de 1921       | 13 de octubre de 1925    | Warren G. Harding Calvin Coolidge   |
| 49 |        | Dwight Filley Davis            | Misuri               | 14 de octubre de 1925    | 4 de marzo de 1929       | Calvin Coolidge                     |
| 50 |        | James William Good             | Iowa                 | 6 de marzo de 1929       | 18 de noviembre de 1929  | Herbert Hoover                      |
| 51 |        | Patrick Jay Hurley             | Oklahoma             | 9 de diciembre de 1929   | 4 de marzo de 1933       | Herbert Hoover                      |
| 52 |        | George Henry Dern              | Utah                 | 4 de marzo de 1933       | 27 de agosto de 1936     | Franklin D. Roosevelt               |
| 53 |        | Harry Hines Woodring           | Kansas               | 25 de septiembre de 1936 | 20 de junio de 1940      | Franklin D. Roosevelt               |
| 54 |        | Henry Lewis Stimson            | Nueva York           | 10 de julio de 1940      | 21 de septiembre de 1945 | F. D. Roosevelt Harry S. Truman     |
| 55 |        | Robert Porter Patterson        | Nueva York           | 27 de septiembre de 1945 | 18 de julio de 1947      | Harry S. Truman                     |
| 56 |        | Kenneth Claiborne Royall       | Carolina del Norte   | 18 de julio de 1947      | 18 de septiembre de 1947 | Harry S. Truman                     |